# Кулагин, Владимир Кузьмич
Владимир Кузьмич Кулагин (4 марта 1924 — 26 декабря 1980) — советский комсомольский и партийный деятель в городе Севастополе.

## Биография
Родился в 1924 году. Начал работать в 17 лет в июне 1941 года судовым электромонтёром в тылу в городе Поти.
С августа 1942 года по 1944 год участвовал в боях Великой Отечественной войны. Воевал на Сталинградском, Волховском, Карельском фронтах.
В 1944 году направлен в Севастополь на комсомольскую работу: был инструктором, затем — первым секретарём райкома комсомола Корабельного района. Окончив областную двухгодичную партийную школу в Симферополе работал заведующим отделом пропаганды и агитации Корабельного райкома партии, в 1952—1955 годах был первым секретарём Севастопольского горкома комсомола. На XVI съезде Ленинского коммунистического союза молодёжи Украины в феврале 1954 избран членом ЦК ЛКСМУ. Был делегатом XII съезда комсомола в том же 1954 году. В 1955—1959 годах — на партийной работе: возглавлял партийные организации Нахимовского, затем Балаклавского районов. С 1959 года заведовал отделом коммунального хозяйства Севастопольского горисполкома, был первым заместителем председателя горисполкома.
Депутат Севастопольского горсовета с 1953 по 1980 год, член горкома партии. Занимался общественной деятельностью.
Награждён орденом «Знак Почёта», медалью «За трудовую доблесть».
Умер в 1980 году. Похоронен в Севастополе на кладбище Коммунаров.